# Roquiague
Roquiague település Franciaországban, Pyrénées-Atlantiques megyében. Lakosainak száma 121 fő (2022. január 1.). Roquiague Barcus, Chéraute, Gotein-Libarrenx, Mauléon-Licharre, Menditte és Sauguis-Saint-Étienne községekkel határos.

## Népesség
A település népessége az elmúlt években az alábbi módon változott:
| Lakosok száma | 115  | 115  | 119  | 119  | 124  | 122  | 121  | 121  | 121  |
|               | 2013 | 2015 | 2016 | 2017 | 2018 | 2019 | 2020 | 2021 | 2022 |